# Synalus angustus
Synalus angustus är en spindelart som först beskrevs av Ludwig Carl Christian Koch 1876.  Synalus angustus ingår i släktet Synalus och familjen krabbspindlar.
Artens utbredningsområde är New South Wales. Inga underarter finns listade i Catalogue of Life.